# Audi S1

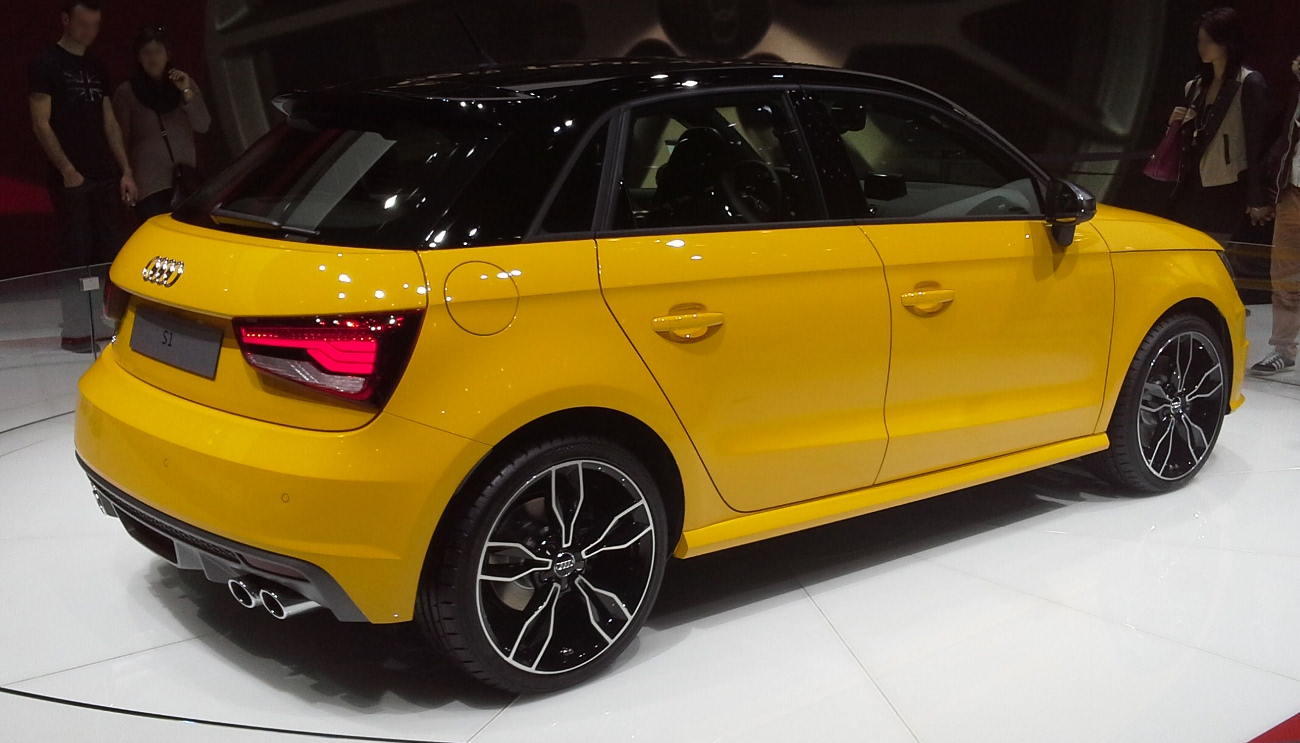
Heckansicht

Der Audi S1 ist ein Kleinwagen des deutschen Automobilherstellers Audi, der auf dem Genfer Auto-Salon 2014 vorgestellt wurde.  Der Name S1 fand schon einmal bei der Rally-Version des Audi Sport quattro Verwendung. Mit 170 kW (231 PS) ist der S1 das stärkste Serienmodell der A1-Baureihe. Mehr Leistung hatte nur die auf 333 Stück limitierte Kleinserie A1 quattro mit 188 kW (256 PS). Der S1 wurde ab Sommer 2014 als Dreitürer und als fünftüriger Sportback zu Preisen in Deutschland ab 29.950 Euro angeboten. Eine Besonderheit in dieser Fahrzeugklasse ist der serienmäßige Allradantrieb quattro.
Vergleichbare Wettbewerbsfahrzeuge sind der Ford Fiesta ST (147 kW/200 PS), Opel Corsa OPC (152 kW/207 PS), Mini John Cooper Works (170 kW/231 PS), Citroën DS3 Racing (152 kW/207 PS), VW Polo R WRC Street (162 kW/220 PS) und der Abarth 695 biposto (140 kW/190 PS).

## Unterschiede zum A1
Der Audi S1 ist nicht nur eine neue Motor- oder Ausstattungsvariante des A1, sondern er zeigt gleichzeitig auch die Modellpflege der gesamten Baureihe. Das wird Außen durch die veränderten Front- und Heckstoßfänger, einen breiteren, aber flacheren Kühlergrill sowie ein neues Design der Rückleuchten deutlich. Die Frontscheinwerfer sind schmaler und eckiger gestaltet und haben nun ein pfeilförmiges LED-Tagfahrlicht. Letzteres ist beim S1 inklusive Xenonscheinwerfern und LED-Heckleuchten serienmäßig. Im Innenraum wurden nur Details verändert, zum Beispiel gibt es neue Chromelemente am Radio und den Fensterhebern. Weiterhin zur Serienausstattung des S1 gehören 17-Zoll-Leichtmetallräder, eine Reifendruck-Kontrollanzeige, Sportsitze vorn mit einer Stoff-Leder-Kombination, ein schwarzer Dachhimmel, ein Licht- und Regensensor sowie die Klimaautomatik.
Neu im S1 ist das audi drive select, ein System mit dem verschiedene Fahrzeugeinstellungen wie die Gaspedalkennlinie zwischen sportlich, ausgewogen und effizient beeinflusst werden können. Wie bei allen S-Modellen von Audi sind auch beim S1 die Außenspiegel in Aluminiumoptik gehalten und andere spezifische Ausstattungen enthalten: Edelstahlpedalerie, Sportlederlenkrad, eine vierflutige Auspuffanlage sowie spezielle Einstiegsleisten. Zur Ausstattung ohne Aufpreis gehören außerdem Lendenwirbelstützen, ein Bordcomputer und die Innenraumbeleuchtung in LED-Technik. Optional sind zwei neue Lackierungen (Vegasgelb Uni oder Sepangblau Perleffekt), ein unten abgeflachtes Multifunktions-Lederlenkrad und rot lackierte Bremssättel erhältlich.
Neu zum Einsatz kommt der Bremsassistent „Folgekollision“, welcher nach einem Unfall das Wegrollen des Fahrzeugs verhindert und dadurch weitere Zusammenstöße vermeiden soll. Der Allradantrieb arbeitet mit einer hydraulischen Lamellenkupplung an der Hinterachse. Eine elektronische Quersperre soll durch Abbremsen der kurveninneren Räder für besseres Handling sorgen. Einige Bauteile der Bremsanlage wie beispielsweise die Bremsscheiben wurden aufgrund der höheren Leistung vergrößert. Die elektromechanische Servolenkung wurde zudem sportlicher abgestimmt. Am Fahrwerk wurden vorne die Schwenklager modifiziert und an der Hinterachse kommt anstatt der Verbundlenkerkonstruktion eine Vierlenker-Variante zum Einsatz. Die Spur des Fahrzeugs wurde zudem verbreitert und die Stoßdämpfer des Sportfahrwerks können zweistufig (automatisch oder dynamisch) eingestellt werden. Durch die Bauart des Allradantriebs und Fahrwerks verringert sich das Kofferraumvolumen im Vergleich zum A1 um 60 Liter auf 210 beziehungsweise 860 Liter bei umgeklappten Rücksitzlehnen.

## Technische Daten
|                                            | Dreitürer             | Sportback             |
| ------------------------------------------ | --------------------- | --------------------- |
| Bestellzeitraum                            | 03/2014–05/2018       | 03/2014–05/2018       |
| Motorart                                   | Ottomotor             | Ottomotor             |
| Motortyp                                   | Reihenbauart          | Reihenbauart          |
| Motoraufladung                             | Turbolader            | Turbolader            |
| Gemischaufbereitung                        | Direkteinspritzung    | Direkteinspritzung    |
| Hubraum                                    | 1984 cm³              | 1984 cm³              |
| Zylinder/Ventile                           | 4/16                  | 4/16                  |
| max. Leistung bei min−1                    | 170 kW (231 PS)/6000  | 170 kW (231 PS)/6000  |
| max. Drehmoment bei min−1                  | 370 Nm/1600–3000      | 370 Nm/1600–3000      |
| Antriebsart, serienmäßig                   | Allradantrieb         | Allradantrieb         |
| Getriebeart, serienmäßig                   | 6-Gang-Schaltgetriebe | 6-Gang-Schaltgetriebe |
| Leergewicht                                | 1390 kg               | 1415 kg               |
| maximale Zuladung                          | 450 kg                | 450 kg                |
| Beschleunigung, 0–100 km/h                 | 5,8 s                 | 5,9 s                 |
| Höchstgeschwindigkeit                      | 250 km/h (1)          | 250 km/h (1)          |
| Kraftstoffverbrauch auf 100 km, kombiniert | 7,0–7,2 l Super       | 7,1–7,3 l Super       |
| CO2-Emission, kombiniert                   | 162–166 g/km          | 166–168 g/km          |
| Abgasnorm nach EU-Klassifikation           | Euro 6                | Euro 6                |